# Брызгалово (Удмуртия)
Брызга́лово — село в Вавожском районе Удмуртии. Административный центр Брызгаловского сельского поселения.

## География
Село находится на берегу реки Седмурча, на расстоянии 26 км к юго-западу от села Вавож, административного центра района.

### Часовой пояс
Село Брызгалово, как и вся Удмуртия, находится в часовой зоне МСК+1. Смещение применяемого времени относительно UTC составляет +4:00.

## Население
| 2010 | 2012 |
| ---- | ---- |
| 311  | ↘306 |

## Улицы
| - ул. Заречная, - ул. Зелёная, - ул. Клубная, | - ул. Молодёжная, - ул. Центральная, - ул. Школьная. |